# Formation de Célas
La formation de Célas ou Assises de Célas est une unité géologique du bassin d'Alès dans le Gard, et plus généralement du bassin rhodanien. Elle est datée principalement du Rupélien inférieur (autrefois appelé Sannoisien), à la base de l'époque Oligocène.

## Présentation
Cette formation est sise à l'est d'Alès, sous-préfecture du Gard, sur les deux communes de Mons et Monteils.

« Le Bassin tertiaire d'Alès est limité au Nord-Ouest de la ville par un complexe de faille, appelé la "faille des Cévennes". Ce faisceau d'accidents comprend un grand nombre de compartiments du Jurassique et d'Infracrétacé, au delà desquels les Cévennes cristallines disparaissent sous des lambeaux houillers et triasiques.
Au Nord et à l'Est s'étend l'Infracrétacé des Garrigues accidenté de plis vigoureux, mais simples, de direction WNW-ESE, appartenant au système pyrénéo-provençal et datant de la fin de l'Eocène.
Au Sud, le bassin de Sommières établit la communication avec la région du Bas-Languedoc; Vers l'Ouest il a du s'étendre jusqu'au Bassin de Montolieu. Vers l'Est il se raliait largement à la région rhodanienne. ».

## Étages géologiques
Cette formation de Célas est tout juste plus récente que la « formation de Monteils », datant du Priabonien ou de 38 à 33,9 Ma. Des fossiles de l'Eocène supérieur ont aussi été mis au jour, avec en particulier des Palaeotheriidae.

## Liste des fossiles découverts dans la formation
De nombreux fossiles ont été découverts dans la formation de Célas :
- Acheta marioni
- Anomalon afflictum
- Aphodius theobaldi
- Bibio celasensis
- Dolichoderus oviformis
- Enochrus striatus
- Harpalus oustaleti
- Lestes regina
- Lithymnetoides laurenti
- Locustopsites et Locustopsites gigantea
- Lygaeus celasensis
- Nezara latitesta
- Oligocassida et Oligocassida melaena
- Orthacanthacris lineata
- Penthetria elongatipennis
- Penthetria graciliventris
- Penthetria longiventris
- Pepsinites contentus
- Plecia angustiventris
- Plecia foersteri
- Protainophthalmus margarus
- Scarites robustiventris
- Tenthredinites bifasciata
- Tetralonia berlandi
- Tetraponera oligocenica
- Tipula indura
- Tipula marioni[5]

## Découverte
La formation de Célas est une assise sédimentaire, appartenant au remplissage éogène (Éocène et Oligocène) du bassin d'Alès. Elle affleure sur le bord sud-est du bassin et son classement dans l'échelle stratigraphique est régulièrement discuté.

### Articles
- [1889] Louis Laurent, « Flore des calcaires de Célas », Annales du Museum d'Histoire Naturelle de Marseille, vol. 2ème série, Tome 1,‎ 1889. .
- [1937] Nicolas Théobald, « Les insectes fossiles des terrains oligocènes de France 473 p., 17 fig., 7 cartes,13 tables, 29 planches hors texte », Bulletin Mensuel de la Société des Sciences de Nancy et Mémoires de la Société des sciences de Nancy, Imprimerie G. Thomas,‎ 1937, p. 1-473 (ISSN 1155-1119 et 2263-6439, OCLC 786027547). .
- [1999] Jean-Albert Remy, « Deux nouveaux gisements de vertébrés fossiles dans la formation de Célas (Éocène supérieur du Gard) », Bulletin de la société d'étude des sciences naturelles de Nimes et du Gard, vol. 62,‎ 1999, p. 16-22.